# Богородск (Октябрьский район)
Богородск — село в составе Октябрьского городского округа в Пермском крае.
В давние времена в селе находилась станции Богородская Бирского тракта.

## Географическое положение
Село расположено в северной части округа примерно в 24 километрах на северо-запад по прямой от поселка Октябрьский.

## Климат
Климат характеризуется как умеренно континентальный, с холодной продолжительной снежной зимой и коротким тёплым летом. Среднегодовая температура воздуха — +0,3 °C. Средняя температура воздуха самого холодного месяца (января) — −16,3 °C (абсолютный минимум — −49 °C); самого тёплого месяца (июля) — +16,5 °C (абсолютный максимум — +37 °C). Среднегодовое количество осадков составляет около 600 миллиметров, из которых большая часть выпадает в тёплый период. Снежный покров держится в течение 160—170 дней.

## История
Село известно с конца XVII века как деревня Арий, названа по речке. Селом стало с 1708 года после постройки деревянной церкви Рождества Богородицы. В советское время здесь существовали колхозы «Сигнал социализма», «Труженик», «Факел Октября». Село до 2020 года было центром Богородского сельского поселения Октябрьского района. После упразднения обоих муниципальных образований входит в состав Октябрьского городского округа.

## Население
Постоянное население составляло 877 человек в 2002 году (92 % русские), 860 человек в 2010 году.